# Arena Pernambuco
Itaipava Arena Pernambuco zkráceně Arena Pernambuco je víceúčelový stadion v brazilském městě Recife. Nejvíce je využíván pro fotbal. Jeho kapacita je 46 154 diváků a domácí zápasy zde hraje tým Náutico. Hrály se na něm tři skupinové zápasy Poháru konfederace 2013 a pět zápasů Mistrovství světa 2014 včetně jednoho osmifinále.